# Cyanolyca armillata
Cyanolyca armillata là một loài chim trong họ Corvidae.